# Джонс, Джермейн
Джерме́йн Джонс (нем. и англ. Jermaine Jones; род. 3 ноября 1981, Франкфурт-на-Майне, Гессен) — американский и немецкий футболист, который играл на позиции опорного полузащитника. Выступал за национальную сборную Германии на молодёжном и взрослом уровнях, но в 2009 году решил присоединиться к сборной США.

## Клубная карьера
С 2000 по 2003 и с 2005 по 2007 года выступал за франкфуртский «Айнтрахт». В сезоне 2005/06 Джонс получил серьёзную травму ноги, требовавшую вмешательства хирурга. Был травмирован в течение шести месяцев, вернулся на поле только в первом тайме последней игры сезона.
Период карьеры в «Байере» оказался неудачным, и спустя сезон он вернулся в «Айнтрахт».
В 2007 года перешёл в «Шальке 04». 18 января 2011 года был отдан в аренду до конца сезона английскому клубу «Блэкберн Роверс».
30 января 2014 года Джонс перешёл в «Бешикташ», подписав контракт на полгода с возможностью продления ещё на два года.
В августе 2014 года Джонс подписал полуторагодичный контракт с клубом MLS «Нью-Инглэнд Революшн» на сумму $4,7 млн. Дебютировал в MLS он 30 августа в матче против «Торонто». Первый гол в MLS он забил в ворота «Спортинга Канзас-Сити» 27 сентября.
Переговоры Джонса с «Нью-Инглэнд Революшн» о продлении контракта провалились, после чего в марте 2016 года игрок был обменян «Колорадо Рэпидз». Джонс был дисквалифицирован на первые шесть игр сезона 2016 вследствие инцидента с нападением на судью, произошедшего в матче плей-офф предыдущего сезона. За «Рэпидз» он дебютировал и забил первый гол в матче против «Нью-Йорк Ред Буллз» 16 апреля. Джонс пропустил 3,5 месяца из-за травмы связок коленного сустава, полученной 4 июля в игре против «Портленд Тимберс».
По истечении срока действия контракта Джонса с «Колорадо Рэпидз» права на него в лиге в конце 2016 года были выменяны «Лос-Анджелес Гэлакси». В составе «Гэлакси» он дебютировал 4 марта 2017 года в матче против «Далласа». Первый гол за новую команду он забил 8 апреля в ворота «Монреаль Импакт». По завершении сезона 2017 Джонс оказался в числе игроков, чьи контракты представители «Гэлакси» не продлили.
7 сентября 2018 года Джермейн Джонс через свой аккаунт в Инстаграме объявил о завершении футбольной карьеры.
12 марта 2019 года Джонс подписал контракт с шоубольным клубом «Онтэрио Фьюри» из Major Arena Soccer League. Свой дебют за «Онтэрио Фьюри», 15 марта в матче против «Такома Старз», отметил голом. 30 марта в матче против «Терлок Экспресс» оформил покер, а также отдал голевую передачу. 4 апреля в матче против «Сан-Диего Сокерз» сделал хет-трик. 9 ноября Джонс перезаключил контракт с «Онтэрио Фьюри».

## Международная карьера
Разрешение от ФИФА играть за сборную США Джонс получил в октябре 2009 года. За американскую сборную дебютировал 9 октября 2010 года в товарищеском матче со сборной Польши, отметившись голевой передачей.
Был включён в состав сборной на Золотой кубок КОНКАКАФ 2011. 19 июня 2011 года в четвертьфинале турнира против сборной Ямайки забил свой первый гол за сборную США.
Принимал участие в чемпионате мира 2014. Забил гол в матче группового этапа первенства против сборной Португалии 22 июня 2014 года.
Был включён в состав сборной на Кубок Америки 2016. Забил гол в матче группового этапа турнира против сборной Коста-Рики 7 июня 2016 года.
31 мая 2019 года Джонс сыграл за сборную США по шоуболу в выставочном матче со сборной Мексики.

## Статистика

### Клубная
| Выступление          | Выступление      | Выступление      | Лига | Лига | Кубок | Кубок | Континентальные | Континентальные | Остальные | Остальные | Итого | Итого |
| Клуб                 | Лига             | Сезон            | Игры | Голы | Игры  | Голы  | Игры            | Голы            | Игры      | Голы      | Игры  | Голы  |
| -------------------- | ---------------- | ---------------- | ---- | ---- | ----- | ----- | --------------- | --------------- | --------- | --------- | ----- | ----- |
| Айнтрахт             | Бундеслига       | 2000/01          | 2    | 0    | —     | —     | —               | —               | —         | —         | 2     | 0     |
| Айнтрахт             | 2-я Бундеслига   | 2001/02          | 22   | 1    | 2     | 0     | —               | —               | —         | —         | 24    | 1     |
| Айнтрахт             | 2-я Бундеслига   | 2002/03          | 17   | 6    | 1     | 1     | —               | —               | —         | —         | 18    | 7     |
| Айнтрахт             | Бундеслига       | 2003/04          | 5    | 0    | 1     | 0     | —               | —               | —         | —         | 6     | 0     |
| Айнтрахт             | 2-я Бундеслига   | 2004/05          | 14   | 3    | —     | —     | —               | —               | —         | —         | 14    | 3     |
| Айнтрахт             | Бундеслига       | 2005/06          | 20   | 2    | 4     | 0     | —               | —               | —         | —         | 24    | 2     |
| Айнтрахт             | Бундеслига       | 2006/07          | 4    | 0    | 1     | 0     | —               | —               | —         | —         | 5     | 0     |
| Айнтрахт             | Итого            | Итого            | 84   | 12   | 9     | 1     | —               | —               | —         | —         | 93    | 13    |
| Байер                | Бундеслига       | 2004/05          | 5    | 0    | 2     | 0     | 2               | 0               | —         | —         | 9     | 0     |
| Байер                | Итого            | Итого            | 5    | 0    | 2     | 0     | 2               | 0               | —         | —         | 9     | 0     |
| Шальке 04            | Бундеслига       | 2007/08          | 30   | 1    | 3     | 0     | 8               | 1               | 2         | 0         | 43    | 2     |
| Шальке 04            | Бундеслига       | 2008/09          | 30   | 3    | 4     | 0     | 6               | 0               | —         | —         | 40    | 3     |
| Шальке 04            | Бундеслига       | 2009/10          | —    | —    | —     | —     | —               | —               | —         | —         | 0     | 0     |
| Шальке 04            | Бундеслига       | 2010/11          | 10   | 1    | 2     | 0     | 4               | 0               | —         | —         | 16    | 1     |
| Шальке 04            | Бундеслига       | 2011/12          | 20   | 0    | 3     | 0     | 8               | 1               | —         | —         | 31    | 1     |
| Шальке 04            | Бундеслига       | 2012/13          | 25   | 1    | 2     | 0     | 6               | 1               | —         | —         | 33    | 2     |
| Шальке 04            | Бундеслига       | 2013/14          | 14   | 1    | 3     | 0     | 5               | 0               | —         | —         | 22    | 1     |
| Шальке 04            | Итого            | Итого            | 129  | 7    | 17    | 0     | 37              | 3               | 2         | 0         | 185   | 10    |
| Блэкберн Роверс      | Премьер-лига     | 2010/11          | 15   | 0    | 0     | 0     | —               | —               | —         | —         | 15    | 0     |
| Блэкберн Роверс      | Итого            | Итого            | 15   | 0    | 0     | 0     | —               | —               | —         | —         | 15    | 0     |
| Бешикташ             | Суперлига        | 2013/14          | 10   | 0    | 0     | 0     | —               | —               | —         | —         | 10    | 0     |
| Бешикташ             | Итого            | Итого            | 10   | 0    | 0     | 0     | —               | —               | —         | —         | 10    | 0     |
| Нью-Инглэнд Революшн | MLS              | 2014             | 10   | 2    | 0     | 0     | —               | —               | 5         | 1         | 15    | 3     |
| Нью-Инглэнд Революшн | MLS              | 2015             | 18   | 0    | 0     | 0     | —               | —               | 1         | 0         | 19    | 0     |
| Нью-Инглэнд Революшн | Итого            | Итого            | 28   | 2    | 0     | 0     | —               | —               | 6         | 1         | 34    | 3     |
| Колорадо Рэпидз      | MLS              | 2016             | 9    | 3    | 0     | 0     | —               | —               | 4         | 0         | 13    | 3     |
| Колорадо Рэпидз      | Итого            | Итого            | 9    | 3    | 0     | 0     | —               | —               | 4         | 0         | 13    | 3     |
| Лос-Анджелес Гэлакси | MLS              | 2017             | 20   | 1    | 0     | 0     | —               | —               | —         | —         | 20    | 1     |
| Лос-Анджелес Гэлакси | Итого            | Итого            | 20   | 1    | 0     | 0     | —               | —               | —         | —         | 20    | 1     |
| Всего за карьеру     | Всего за карьеру | Всего за карьеру | 300  | 25   | 28    | 1     | 39              | 3               | 12        | 1         | 379   | 30    |

1. ↑  В графу «Остальные» входят игры и голы в Кубке немецкой лиги и плей-офф Кубка MLS.

### Сборная
| Команда  | Год  | Игр | Голы |
| -------- | ---- | --- | ---- |
| Германия | 2008 | 3   | 0    |
| США      |      |     |      |
| 2010     | 2    | 0   |      |
| 2011     | 12   | 1   |      |
| 2012     | 12   | 1   |      |
| 2013     | 12   | 0   |      |
| 2014     | 10   | 1   |      |
| 2015     | 8    | 0   |      |
| 2016     | 11   | 1   |      |
| 2017     | 2    | 0   |      |
| Всего    | 69   | 4   |      |

### Голы за сборную США
| # | Дата         | Место                             | Противник  | Результат | Счет | Соревнование           |
| - | ------------ | --------------------------------- | ---------- | --------- | ---- | ---------------------- |
| 1 | 19 июня 2011 | Ар-эф-кей Стэдиум, Вашингтон, США | Ямайка     | 1:0       | 2:0  | Золотой кубок КОНКАКАФ |
| 2 | 26 мая 2012  | Эвер-Банк Филд, Джэксонвилл, США  | Шотландия  | 5:1       | 5:1  | Товарищеский матч      |
| 3 | 22 июня 2014 | Амазония, Манаус, Бразилия        | Португалия | 1:1       | 2:2  | ЧМ-2014 (группа G)     |
| 4 | 7 июня 2016  | Солджер Филд, Чикаго, США         | Коста-Рика | 2:0       | 4:0  | Кубок Америки 2016     |

## Личная жизнь
Джонс родился во Франкфурте-на-Майне в семье солдата афроамериканца и матери немки. Будучи ребёнком, Джонс жил в Чикаго и Гринвуде, штат Миссисипи в США, прежде чем его родители развелись, и он вернулся в Германию со своей матерью.
Джонс является хорошим другом футболистки и многократной чемпионки Германии Штеффи Джонс, отец которой тоже афроамериканский солдат, а мать немка. Они оба начинали играть в одном клубе СФ «Бонамес» (хотя и не в одно и то же время). Джермейн и Штеффи не являются родственниками.